# Maquis (vegetatievorm)

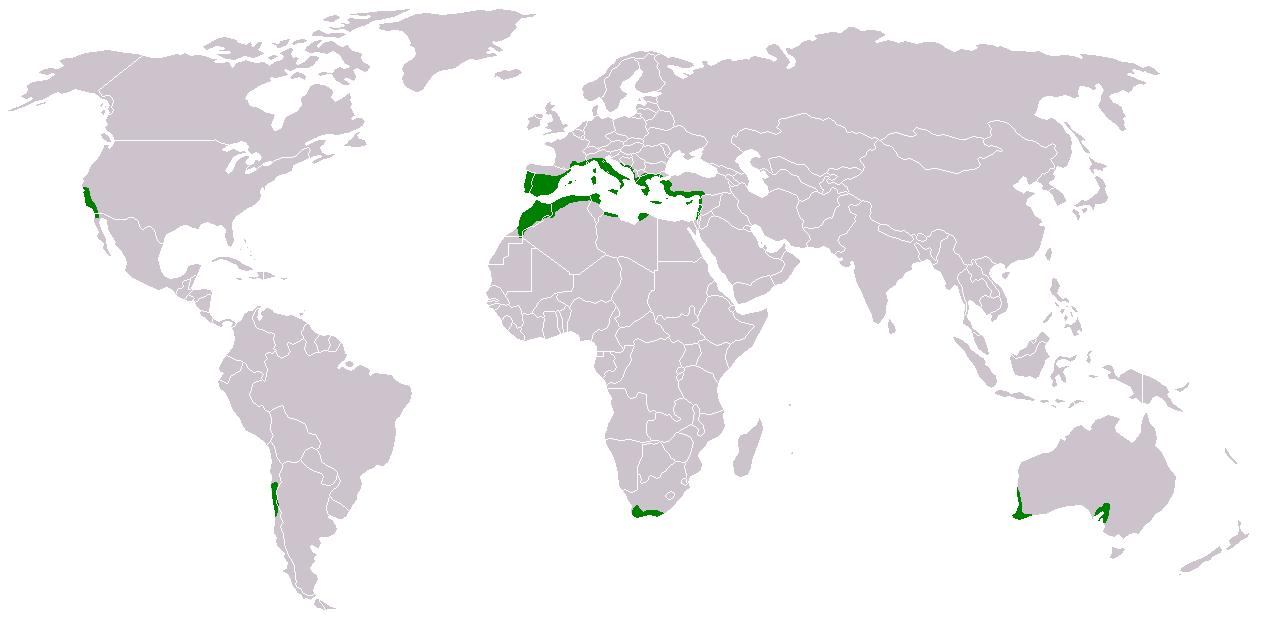
Areaal van maquis-vegetatie

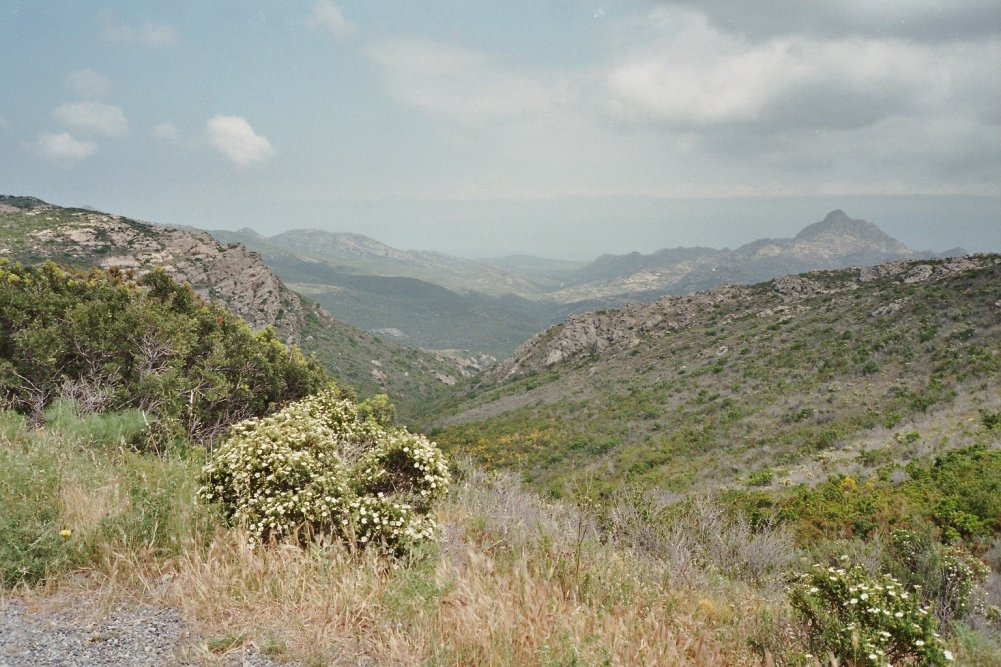
Lage maquis op Corsica

Maquis is een biotoop met een mediterrane, sclerofylle vegetatie van struiken. Deze struwelen komen voor op Corsica en Sardinië, maar worden ook om de Middellandse Zee op het vasteland veelvuldig aangetroffen. 
De ook internationaal veel gebruikte,  Italiaanse variant op de naam luidt macchia. Dit woord is afgeleid van Latijn macula, wat vlek betekent, hetgeen verwijst naar de 'vlekkige' aanblik die een landschap met maquis biedt.
Maquis groeit vooral in een stenige, droge omgeving. Ook op Nieuw-Caledonië komt een vegetatievorm voor die als "maquis" wordt aangeduid.